# Francisco Wesselényi

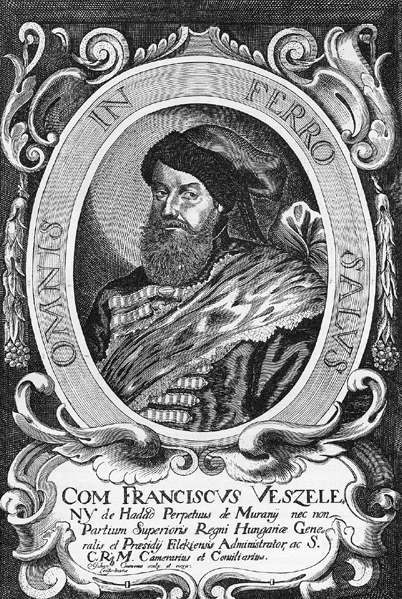
Francisco Wesselényi

El conde Francisco Wesselényi de Hadad y Murány (en húngaro: Wesselényi Ferenc) (1605 – Zólyomlipcse, 23 de marzo de 1667) fue un comandante militar y noble húngaro, que se desempeñó como Nádor de Hungría.

## Biografía
Francisco nació en 1605 como hijo del noble Esteban Wesselényi, quien era consejero del rey Fernando II de Habsburgo.  Francisco se crio en la escuela de los jesuitas de Nagyszombat, donde abandonando el protestantismo se convirtió a la fe católica. Por su enorme fuerza física y disposición militar fue conducido a una carrera de soldado. De esta forma, ya desde muy joven tomó parte en numerosas batallas contra los turcos otomanos para expulsarlos de los territorios húngaros que habían invadido.
Igualmente luchó al lado del rey Vladislao IV de Polonia contra los mongoles y los rusos que intentaban apoderarse de los territorios polacos. Por sus hechos heroicos ganó no solo el respeto del rey polaco sino varias condecoraciones y la ciudadanía polaca.
Fernando II le otorgó el rango de conde a Francisco, y le otorgó la fortaleza de Fülek para que la mantuviese bajo su comando. En 1647 fue elegido general máximo de los ejércitos de Hungría, y con este cargo luchó contra los suecos y luego contra el Príncipe Jorge Rákóczi I de Transilvania, que deseaba arrebatarle las tierras húngaras a los Habsburgo y reunificar el reino bajo su figura para finalmente independizarlo del control germánico.
En 1644 tomó la fortaleza de Murány, con la ayuda de María Széchy, a la cual tomó como esposa. Por este hecho Fernando le regaló el castillo de Murány y el de Balog. En la asamblea nacional de nobles del 15 de marzo de 1655, Wesselényi fue elegido nádor de Hungría en  Bratislava. De esta manera portan dicho título también estuvo en la ceremonia de coronación de Leopoldo I de Habsburgo. En 1661 tuvo inconvenientes con los ejércitos imperiales germanos, los cuales se rehusaron a abandonar Hungría. En 1662 tomó parte en los asuntos religiosos de los protestantes, trabajando en bienestar del país. Un año después, en 1663 luchó enérgicamente en varias batallas contra los turcos otomanos que ocupaban el reino. Sin embargo, en 1665 se unió a una conspiración que se estaba discutiendo en unos baños termales en Trencsén y Zólyom para asesinar al emperador germánico Leopoldo I, pero fue descubierto antes de que se realizase dicho atentado y murió.